# Роберт Дерст
Роберт Алан Дерст (англ. Robert Alan Durst 12 квітня 1943 , Нью-Йорк, США — 10 січня 2022) — спадкоємець нерухомості, син нью-йоркського магната Сеймура Дерста, і старший брат Дугласа Дерста, глави «Durst Organization».
Його підозрюють у вбивстві трьох людей у різних штатах: Кетлін МакКормак-Дерст (його перша дружина, яка зникла в Нью-Йорку в 1982 році), Сьюзан Берман (його давня подруга, донька мафіозі, яка була вбита в Каліфорнії у 2000 році) і Морріса Блека (його сусід, який був убитий в Техасі в 2001 році). Дерст був об'єктом федерального розшуку по всій країні і хоча він зізнався в розчленуванні Блека (в чому йому не було пред'явлено звинувачення), але, в кінцевому підсумку, був виправданий у вбивстві з причин самооборони.
14 березня 2015 року Дерст був заарештований в Новому Орлеані, Луїзіана, по ордеру про вбивство першого ступеня, підписаним суддею в Лос-Анджелесі в зв'язку з убивством Сьюзан Берман. 4 листопада 2016 Роберт був перевезений до Каліфорнії і, незабаром після цього, звинувачений в Лос-Анджелесі у вбивстві першого ступеня . У жовтні 2018 верховний суддя округу Лос-Анджелес Марк Віндхем ухвалив, що є достатні докази для того, щоб Дерст постав перед судом у справі про смерть Берман. Суд над Дерстом розпочався 2 березня 2020 року, але був відкладений на пізніший термін через пандемії COVID-19. Суд відновився 17 травня 2021 роки після додаткових затримок, пов'язаних з пандемією, відхилення клопотання захисту про неправильний судовий розгляд і постанови суду проти екстреного клопотання Дерста про відстрочку на невизначений термін через «безліч небезпечних для життя проблем зі здоров'ям… в тому числі рак сечового міхура, що передує раку стравоходу, недоїдання, ішемічна хвороба серця з використанням стентів з ліковим покриттям, фібриляція передсердь і хронічне захворювання нирок».

## Ранні роки
Один з чотирьох дітей, Дерст виріс в Скарсдейлі, Нью-Йорк. Він є сином інвестора по нерухомості Сеймура Дерста і його дружини Берніс Херштейн. У нього два брата Дуглас і Томас, сестра Венді. Дід по батьковій лінії, Джозеф Дерст, бідний єврейський кравець, який емігрував з Австро-Угорщини в 1902 році, і став дуже успішним менеджером і забудовником нерухомості, який заснував "Durst Organization"в 1927 році.
Сеймур став главою сімейного бізнесу в 1974 році після смерті Джозефа. Роберт стверджував, що у віці семи років його батько покликав його до вікна, де він побачив свою матір на даху сімейного будинку в Ськарсдейл. Сеймур сказав синові, щоб він попрощався з мамою, Роберт помахав їй рукою і пішов спати. В результаті Берніс впала або стрибнула з даху і загинула. В інтерв'ю «The New York Times» в березні 2015 року його брат Дуглас заперечував це. Діти Дерстів були перевірені психіатром. Доповідь психіатра в 1953 році про десятирічного Роберта містила інформацію про те, що у нього є «розкладанні особистості і, можливо, навіть шизофренія».
Дерст відвідував середню школу Скарсдейла, де однокласники називали його одинаком. У 1965 році він отримав ступінь бакалавра в галузі економіки в Ліхайському університеті, де він був членом команди з лакроссу і бізнес-менеджером студентської газети «The Brown and White». У тому ж році він вступив в докторську програму в Каліфорнійському університеті в Лос-Анджелесі, де зустрівся з Сьюзан Берман, але в підсумку відрахувався і повернувся в Нью-Йорк в 1969 році. Роберт став девелопером в бізнесі свого батька, проте, його брат Дуглас згодом був призначений керувати сімейним бізнесом в 1990-х роках. Призначення викликало розкол між Робертом і його сім'єю, віддаливши його від них.

## Злочини, в яких підозрюється Дерст
Поліція безпосередньо допитувала Дерста, а іноді і проводила обшуки в зв'язку зі зникненням його першої дружини Кеті МакКормак і двома вбивствами Сьюзан Берман і Морріса Блека. В одному з цих вбивств він був судимий і виправданий.

### Зникнення Кетлін МакКормак-Дерст
Восени 1971 року Дерст зустрів Кетлін МакКормак, яка працювала зубним гігієністом. Після двох побачень, Роберт запропонував Кеті переїхати в його будинок в Вермонті, де він відкрив магазин здорової їжі. Вона переїхала туди в січні 1972 року. Однак батько Дерста змусив його повернутися в Нью-Йорк, щоб працювати в сімейному бізнесі. Роберт і Кеті повернулися на Мангеттен, де вони одружилися в квітні 1973 року.
Незадовго до свого зникнення, Кеті закінчувала четвертий і останній рік в Медичному коледжі Альберта Ейнштейна в Бронксі, їй залишалося всього кілька місяців до отримання ступеня. Вона мала намір стати педіатром. В останній раз МакКормак бачили, хтось крім Дерста, увечері 31 січня 1982 року на вечірці друга в Ньютауні, Коннектикут . Пізніше тієї ночі Кеті несподівано приїхала в будинок своєї кращої подруги, яка помітила, що вона засмучена і була одягнена в червоні тренувальні штани, які подруга вважала дивним, бо МакКормак часто одягалася в набагато більш якісний одяг. Пізніше вона поїхала в Південний Салем, Нью-Йорк, після дзвінка від свого чоловіка. Хоча пара сперечалася і билася, Дерст стверджував, що він відвіз дружину на поїзд до Нью-Йорка, випив з сусідом і поговорив з дружиною по телефону пізніше ввечері. «Це те, що я сказав поліції, — пізніше розповів Дерст творцям документального фільму про нього — Я сподівався, що це просто змусить все піти».
Після того, як МакКормак покинула будинок своєї подруги, вона мала була зустрітися зі своїм другом в пабі «Левові ворота» на Манхеттені. Коли вона не з'явилася, її друг занепокоївся і неодноразово викликав поліцію протягом декількох днів. Через кілька днів Дерст також подав заяву про зникнення безвісти його дружини. Швейцар однієї з двох манхеттенських квартир, де проживало подружжя Дерст, стверджував, що 1 лютого, на наступний день після того, як її останній раз бачили, там була Кеті. Також він сказав, що бачив її тільки зі спини і не може бути впевнений на 100 %, що це вона.
За три тижні до цього МакКормак зверталася до лікарні Бронкса з синцями на обличчі. Вона сказала другу, що Дерст побив її, але вона не наполягала на звинуваченнях в цьому інциденті. Кеті попросила Роберта про розлучення і компенсацію в розмірі 250 000 доларів. Дерст заблокував кредитну карту дружини, видалив її ім'я з спільного банківського рахунку і відмовився оплачувати навчання в медичній школі. У той час, коли його дружина зникла, Роберт три роки зустрічався з сестрою Мії Ферроу, Пруденс, і жив в окремій квартирі. Спочатку Дерст запропонував 100 000 доларів за повернення дружини, а потім зменшив винагороду до 15 000 доларів. Незабаром після цього він був помічений коли викидав деякі речі своєї дружини. Коли подруга і сестра Кеті МакКормак дізналися, що вона пропала, вони проникли в її котедж, сподіваючись знайти її там. Замість цього вони виявили, що в будинку був обшук, але пошта МакКормак залишилася закритою. Потім вони злякалися і пішли.

#### Розслідування та наслідки
Поліція сказала, що після того, як МакКормак пропала безвісти, Дерст стверджував, що останній раз розмовляв з нею, коли вона подзвонила йому в їх котедж на Манхеттені. Він сказав, що в останній раз бачив її на вокзалі Катона, де вона збиралася сісти на поїзд о 21:15 до Манхеттена. Він також стверджував, що 4 лютого її керівник з медичної школи подзвонив йому і сказав, що вона захворіла 1 лютого і була відсутня на заняттях протягом усього тижня. Неясно, чи дійсно Кеті зробила дзвінок керівнику школи. На наступний день після того, як Роберт отримав дзвінок з медичної школи, він повідомив про її зникнення. Поліція виявила, що його історії сповнені протиріч.
Сім'я МакКормак хотіла оголосити Кеті мертвою, оскільки вони твердо вірять, що її вбили. Її мати, Енн МакКормак, намагалася подати в суд на Дерста на 100 мільйонів доларів. Батьки Кетлін вже померли. Молодша сестра Кеті, Мері МакКормак-Хьюз, також вважає, що її вбив Роберт. Поліція штату Нью-Йорк відновила кримінальне розслідування у зв'язку зі зникненням в 1999 році, вперше відвідавши колишню резиденцію Дерста в Південному Салемі. Розслідування стало публічним у листопаді 2000 року.

### Вбивство Сьюзан Берман
24 грудня 2000 року Берман, донька мафіозі, давня подруга Дерста, яка допомогла йому з алібі після зникнення Кеті МакКормак і недавно отримала від Роберта 50 000 доларів, була знайдена страченою в своєму будинку в Каньйоні Бенедикта, Каліфорнія. Відомо, що Дерст знаходився в Північній Каліфорнії за кілька днів до того, як Берман була вбита, і вилетів з Сан-Франциско в Нью-Йорк за ніч до того, як було виявлено тіло Сьюзан. Хоча Роберт підтвердив Департаменту поліції Лос-Анджелеса, що недавно він послав Берман чек на 25 000 доларів, і відправив факсом слідчому копію своїх показань в 1982 році з приводу пропажі його дружини, він відмовився давати свідчення про вбивство Берман.
Дерст сказав в заяві 2005 року, що Берман подзвонила йому незадовго до своєї смерті, щоб сказати, що поліція Лос-Анджелеса хотіла поговорити з нею про зникнення МакКормак. Вивчення заміток, зроблених «The Guardian», поставило під сумнів питання про те, чи робила поліція Лос-Анджелеса такий дзвінок і чи призначала бесіду з Берман тодішній окружний прокурор округу Уестчестер, Жанін Пірро. Через знову відкрите 31 жовтня 2000 роки розслідування за фактом зникнення його дружини, Роберт почав планувати життя втікача. Ховаючись від поліції, він перебрався в Галвестон, Техас, де жив в пансіоні і переодягався в жінку. Біограф Берман, Кеті Скотт, стверджувала, що Дерст вбив Сьюзан, тому що вона занадто багато знала про зникнення МакКормак.

### Вбивство і розчленування Морріса Блека
9 жовтня 2001 року Дерст був заарештований в Галвестоні незабаром після того, як частини тіла, що належать його літньому сусідові Морісу Блеку, були знайдені в бухті. На наступний день він був звільнений під заставу 300 000 доларів. Роберт пропустив судове засідання 16 жовтня. Також був виданий ордер на його арешт за звинуваченням у підробці його застави. 30 листопада він був спійманий в супермаркеті «Wegmans» в Бетлегемі, Пенсільванія, після того, як він спробував вкрасти сендвіч з куркою, лейкопластир і газету, хоча у нього було 500 доларів готівкою в кишені. Під час обшуку в його орендованому автомобілі поліція знайшла 37 000 доларів готівкою, два пістолети, марихуану, водійські права Блека і напрямки в коннектикутський будинок Гілберта Наджі, колишнього коханця його жінки Кетлін МакКормак, який довгий час переслідував Дерста і публікував звинувачення про те, що він убив свою дружину. Роберт також використовував свій час в бігах, щоб переслідувати свого брата Дугласа, відвідавши під'їзну дорогу його будинку в Катона, Нью-Йорк, при цьому він був озброєний.

#### Суд
У 2003 році Дерст постав перед судом за вбивство сусіда Блека. Він найняв захисника Діка де Геріна і заявив про самозахист. Де Герін провів два пробних випробування в рамках підготовки до справи. Команда захисту Дерста насилу спілкувалася з ним, тому вони найняли психіатра, доктора Мілтона Альтшулера, щоб з'ясувати причину. Альтшулер провів більше 70 годин, вивчаючи Дерста і діагностував у нього синдром Аспергера, сказавши: «Вся його історія життя дуже сумісна з діагнозом розладу Аспергера». Адвокати доводили, що діагноз пояснює його поведінку.
Дерст стверджував, що він, як і Блек, примхливий і конфронтаційний одинак. Роберт заявив, що схопився за пістолет 22-го калібру, яким Блек погрожував йому. Під час боротьби пістолет вистрілив в обличчя Блеку. Під час перехресного допиту Дерст зізнався, що використовував різак, дві пилки і сокиру, щоб розчленувати тіло Блека перед тим, як упакувати його і скинути його останки в бухті. Голова Морріса не була знайдена, тому прокурори не змогли представити достатні судові докази, щоб оскаржувати свідчення Роберта про боротьбу. В результаті відсутності судової експертизи, присяжні виправдали Дерста у вбивстві.
У 2004 році Дерст визнав себе винним в двох пунктах звинувачення в підробці доказів. В рамках угоди про визнання провини він отримав п'ятирічний термін, скорочений, в зв'язку з часом відбуття позбавлення волі, до трьох років. Роберт був умовно-достроково звільнений в 2005 році. Правила його звільнення вимагали від нього залишатися поруч з його будинком і запитувати дозвіл на поїздки. У грудні Дерст зробив несанкціоновану поїздку в пансіон, де був убитий Блек, і в найближчий торговий центр. У торговому центрі він зіткнувся з колишнім суддею суду Галвестона, Сьюзан Крісс, яка головувала на суді. У зв'язку з цим інцидентом Департамент кримінального правосуддя штату Техас визначив, що Дерст порушив умови умовно-дострокового звільнення і повернув його до в'язниці. Він був звільнений з-під варти 1 березня 2006 року.
Відповідаючи на питання, чи вважає вона, що Дерст вбив Морріса Блека, Крісс прокоментувала: «Ви могли бачити, що ця людина знала, що робить, і що це був не перший раз. Тіло було розчленоване досконало, як хірургом, який знав, як використовувати певний інструмент для певної кістки і певного м'яза. Це виглядало не як перша робота. Це було досить страшно».

## Справа про вбивство Берман

### Арешт
Через кілька днів після того, як ордер на вбивство першого ступеня був підписаний суддею з Лос-Анджелеса в зв'язку з убивством Берман, Дерст був заарештований агентами ФБР 14 березня 2015 року в приміщенні новоорлеанського готелю Марріотт, де він був зареєстрований під чужим ім'ям Еверетт Ворд. Роберта, якого відстежили в готелі після двох дзвінків для перевірки своєї голосової пошти, було знайдено що він безцільно блукає в вестибюлі і бурмоче про себе. На додаток до револьверу 38-го калібру, поліція виявила п'ять унцій марихуани, свідоцтво про народження і паспорт Дерста, карти Луїзіани, Флориди і Куби, латексну маску, підроблені техаські документи, що використовуються для реєстрації в готелі, новий мобільний телефон та готівку на загальну суму 42 631 доларів. Поліція виявила номер відстеження поштового сервісу UPS, який привів до додаткових коштів в розмірі 117 000 доларів на посилці, відправленій Дерсту жінкою (не його дружиною) в Нью-Йорк, яка була вилучена після його арешту. Банківські виписки, знайдені в одному з кондомініумів Дерста в Х'юстоні, виявили зняття готівки в розмірі 315 000 доларів трохи більше місяця тому.
15 березня 2015 слідчий поліції штату Нью-Йорк, Джозеф Бечерра, довгий час пов'язаний зі справою Кеті МакКормак, сказав, що в останні місяці тісно співпрацює з детективами ФБР і детективами з Лос-Анджелеса, і вивіз близько 60 коробок з особистими документами з дому подруги Дерста, Сьюзан Т. Джордано, в Кемпбелл-Холі, Нью-Йорк, куди три роки тому переїхала його дружина, Дебра Лі Чаратан. Також були збережені відеозаписи відбитків Дерста, Чаратан і Дугласа Дерста, пов'язаних зі справою Морріса Блека.
Джон Левін, заступник окружного прокурора округу Лос-Анджелес, що відповідає за судове переслідування, сказав, що він знайшов інформацію, розкриту кінематографістами в документальному серіалі HBO «Таємниці мільярдера», переконливою і неодноразово літав в Нью-Йорк, щоб допитати свідків, в тому числі друзів Дерста і Берман. Згідно з дослідженням де Геріна, суд повинен був початися в Лос-Анджелесі після того, як Дерста перевели у федеральну в'язницю в Каліфорнії і притягли до відповідальності, але передача Роберта була затримана Бюро в'язниць США внаслідок «серйозної операції». Дерст був переведений до Каліфорнії 4 листопада 2016 року і притягнутий до суду 7 листопада. Він не визнав себе винним. Левін сказав, що держава не буде домагатися страти. Попереднє слухання мало розпочатися 17 жовтня 2017 року, але було відкладено до 16 квітня 2018 роки для узгодження команди захисту Дерста, деякі з яких понесли збитки у своїх будинків і офісів від урагану Харві.

### Звинувачення в зберіганні вогнепальної зброї
16 березня 2015 року де Герін заявив судовій владі Нового Орлеана, що його клієнт відмовився від екстрадиції і добровільно повернеться до Каліфорнії. Пізніше, в той же день, поліція штату Луїзіана пред'явила Дерсту звинувачення в зберіганні вогнепальної зброї і володінні вогнепальною зброєю з контрольованою речовиною, попередивши його про негайне повернення до Каліфорнії. Адвокат округу Орлеан, Леон Канніццаро, в світлі попередніх заяв, які можуть вплинути на винесення вироку Дерсту, прокоментував: «Тільки за ці звинувачення щодо зброї тут, в Луїзіані, [Дерст] може опинитися у в'язниці».
23 березня Дерсту було відмовлено у звільненні під заставу суддею в Луїзіані, після того як прокурори заявили, що існує ризик його втечі. Прагнучи прискорити його екстрадицію до Каліфорнії і уникнути затяжного судового позову в Луїзіані, де Герін підняв питання про дійсність арешту в Новому Орлеані і обшуку в готельному номері, вказавши, що місцевий суддя не видавав ордер кілька годин після того, як його клієнт був затриманий. Під час спілкування з поліцією Лос-Анджелеса і проведення інвентаризації майна готельного номера Дерста «ФБР … тримав його там без зв'язку із зовнішнім світом протягом майже восьми годин». За словами де Геріна, Дерст був допитаний прокурором і детективом Лос-Анджелеса без присутності адвоката вранці після його арешту.
Через невручення повістки посадовим особам, викликаним до суду для можливого слухання по справі, адвокати Дерста звинуватили прокурорів Луїзіани в «помилковій спробі приховати факти з суду, відповідача та громадськості». Пітер Менсфілд, помічник прокурора США, сказав, що його офіс доручив двом агентам ФБР і офіцеру не з'являтися в суді, стверджуючи, що повістка від де Геріна була випущена в спробі провести «дії проти них в своїх офіційних інтересах з метою отримання свідчень, інформації та матеріалів їх службових обов'язків».
8 квітня на наступний день після того, як американський прокурор подав незалежне звинувачення в зберіганні вогнепальної зброї, Дерст був офіційно звинувачений Великим журі в Луїзіані за те, що він носив зброю з контрольованою речовиною і за незаконне зберігання вогнепальної зброї. Пізніше в цьому місяці адвокати Дерста зажадали повернути більш 161 000 доларів, вилучених владою під час обшуків, заявивши, що готівкові гроші «не потрібні як докази, не є контрабандою і не підлягають конфіскації».
Після переговорів з командою адвокатів Дерста, 23 квітня 2015 року влада Луїзіани, в кінцевому рахунку, зняли звинувачення проти Роберта в зберіганні вогнепальної зброї. Суд над Дерстом по федеральному звинуваченням у зберіганні вогнепальної зброї було призначено на 21 вересня 2015 року. Де Герін підтвердив чутки про те, що у Дерста проблеми зі здоров'ям, заявивши, що він страждає від гідроцефалії, і два роки тому йому в череп був імплантований стент, а також він переніс операції на хребті і з видалення ракової маси зі стравоходу.
Адвокати Дерста попросили більш пізню дату для федерального судового розгляду за звинуваченням у зберіганні вогнепальної зброї, заявивши, що їм буде потрібно більше часу для підготовки після рішень щодо очікуваних клопотань. Окружний суддя США, Хелен Берріган, пізніше перенесла процес до 11 січня 2016 року. 16 листопада 2015 федеральний суддя з Нового Орлеана наказав повторно залучити Дерста до відповідальності за зберігання зброї і призначити слухання на 17 грудня. Адвокат Дерста сказав, що він не вбивав Берман і що він хоче розібратися з іншим звинуваченням, щоб прискорити екстрадицію Роберта в Лос-Анджелес, щоб протистояти цим звинуваченням.
16 грудня 2015 прокурори і адвокати представили судді Берріган спільну заяву про те, що планування розглядів виключає всі дати до дати перевірки на 11 січня. Берріган в кінцевому підсумку перенесла судовий розгляд на 3 лютого 2016 року, а Дерст змінив свій позов на федеральне звинувачення в зберігання зброї і отримав тюремне ув'язнення на 85 місяців.

### Суд
Суд повинен був початися в Лос-Анджелесі, але був відкладений Управлінням в'язниць США через «серйозної операції», за словами де Геріна.
Умовні слухання були скликані в лютому 2017 року, на якому Нік Чавін, близький друг Дерста і на весіллі якого Роберт був боярином, показав, що Дерст зізнався йому в убивстві Берман. Чавін буде одним зі свідків звинувачення проти Дерста. Попереднє слухання було спочатку заплановано на жовтень 2017 року, але було перенесено на квітень 2018 року, щоб члени групи захисту Дерста, деякі з яких постраждали від урагану Харві, могли взяти участь в процесі.
Досудові слухання включали в себе докладні свідчення ряду свідків старшого віку, які потенційно стануть недоступними, коли почнеться саме судовий розгляд. У жовтні 2018 верховний суддя округу Лос-Анджелес Марк Уіндхем ухвалив, що існує достатньо доказів, щоб судити Дерста за вбивство Берман, і 8 листопада 2018 року Дерст буде притягнутий до суду. Під час свого виступу в суді на наступний день Дерст не визнав себе винним. У січні 2019 року Уіндхем призначив датою судового розгляду у справі Дерста 3 вересня 2019 року.
У той же час суддя постановив, що прокуратура може подати докази, пов'язані з вбивством Блека. Прокурори спробують пов'язати смерть Берман зі зникненням МакКормак, що вони хочуть показати як основу для мотиву вбивства Берман. У своїй постанові про те, що прокуратура може використовувати докази зі справи Техасу, суддя Уіндхем сказав, що вбивства Блека і Берман, схоже, «взаємопов'язані». Звинувачення у вбивстві проти Дерста включає в себе звинувачення в тому, що він убив свідка злочину. Також є твердження, що для скоєння вбивства він використовував пістолет.
У травні 2019 року в клопотанні, поданому адвокатами Дерста, були заявлені два зразка почерку (анонімна «записка про труп» 2000 року, що інформує поліцію Беверлі-Хіллз про те, що в її будинку можна знайти тіло, і лист Дерста, відправлений Берман в 1999 році), а також інші докази його арешту в 2015 році в готелі в Новому Орлеані, які були отримані незаконним шляхом. Адвокати Дерста також стверджують, що мало місце порушення Четвертої поправки, що виключає докази Нового Орлеана, і що обшук його готельного номера був незаконним. 8 травня 2019 року прокуратура округу Лос-Анджелес подала письмові свідчення у відповідь на клопотання. Прокурор Джон Левін сказав, що Дерст створює ретельно продуману теорію змови між продюсерами документального міні-серіалу HBO «Таємниці мільярдера», співробітниками правоохоронних органів і окружною прокуратурою округу Лос-Анджелес, щоб змусити «обвинуваченого обмовити себе і привернути увагу ЗМІ. Проте, обвинувачений повністю не визнає найбільш значущий факт, що призвів до його арешту і подальшого обшуку його готельного номера і викривального інтерв'ю — правоохоронні органи були повідомлені про те, що обвинувачений активно готувався втекти з країни відразу після отримання важливих доказів — вбивство Сьюзан (Берман) було широко висвітлено по національному телебаченню. У цьому контексті стає очевидним, що дії, вжиті правоохоронними органами, були більш ніж розумними — вони були абсолютно необхідні для запобігання втечі вбивці, який вже уникнув арешту і переховувався більше 30 років, ухиляючись від правосуддя».
17 травня 2019 року Суддя округу Лос-Анджелес Марк Віндхем надав команді захисту Дерста чотиримісячну відстрочку. Відстрочка була надана після того, як адвокати висловили стурбованість з приводу обсягу доказів у справі і протиріччя графікам адвокатів.
3 вересня 2019 року суддя округу Лос-Анджелес Марк Віндхем відхилив спробу захисників Дерста позбавити продюсерів «Таємниці мільярдера» захисту відповідно до Закону Каліфорнії Про захист журналістів, оголосивши їх «урядовими агентами». Ряд інших процесуальних рішень також пішли проти Дерста. Прокурор округу Лос-Анджелес Джон Левін призначив ще одне слухання на 28 жовтня через виявлення нових доказів і з інших питань. Додаткові доказові слухання були проведені в грудні 2019 року щодо допустимості заяв, зроблених Дерстом в березні 2015 року відразу після його арешту в Новому Орлеані, на допиті Левіну.
В результаті несподіваного кроку 24 грудня 2019 року адвокати Дерста спростували його попередні заяви і представили судові документи, в яких визнається, що Дерст написав «записку про труп». У всіх попередніх заявах з приводу записки Дерст постійно заперечував її написання, хоча почерк дуже схожий на його, як і неправильне написання слова «Беверлі» (Beverley замість Beverly), що міститься в попередньому листі Берман, в авторстві якого Дерст зізнався. Під час зйомок фільму «Таємниці мільярдера» Дерст сказав творцям фільму, що людина, яка написала «записку про труп», йшла на «великий ризик», тому що це було те, «що міг написати тільки вбивця». Він сказав своєму хрещенику Говарду Альтману: «людина, яка написала записку, убила її». Проте в серпні 2019 року адвокати Дерста також стверджували «що записка демонструє те, що людина, яка відправила її, знала, що в будинку було тіло, а не те, що він убив Сьюзан Берман».
2 березня 2020 року Дерст постав перед судом, щоб почати судовий розгляд у справі про вбивство Сьюзан Берман, яке, як очікувалося, триватиме кілька місяців. Однак розгляд було відкладено через пандемію COVID-19. У червні 2020 року клопотання захисту про неправильний судовий розгляд через затримку було відхилено. У липні 2020 року суддя округу Лос-Анджелес Марк Віндхем постановив, що через пандемію COVID-19 необхідна подальша відстрочка до квітня 2021 року, але він дозволить продовжити судовий розгляд, якщо Дерст погодиться на судовий розгляд без присяжних. Дерст відхилив цей варіант, і засідання було заплановано відновити 12 квітня 2021 року. Потім воно було відкладено до 17 травня 2021 року.
13 травня 2021 року адвокати Дерста подали до суду клопотання про те, що у нього рак сечового міхура, і просили суд відкласти судовий розгляд на невизначений термін і звільнити його під заставу для отримання лікування, яке в даний час не надається. Клопотання було відхилено судом, і судовий розгляд відновився 17 травня 2021 року, коли суддя опитав присяжних про те, чи можуть вони як і раніше залишатися нейтральними у справі після 14-місячної перерви. Один з присяжних був відсторонений за ігнорування розпорядження суду не стежити за ходом судового процесу в новинах під час перерви на пандемію. Під час обговорення змісту вступної заяви провідний адвокат Дерста Дік Дегерін і заступник окружного прокурора округу Лос-Анджелес Джон Левін були розділені адвокатом захисту Девідом Чесноффом після того, як кричали один на одного і тикали пальцями в обличчя один одного, а суддя Віндхем велів їм сісти і перестати сперечатися.

## Інші справи
За повідомленнями, через кілька днів після вбивства Берман поліцейські вивчали зв'язки між Дерстом і зникненнями 17-річної Лінн Шульце з Міддлбері, Вермонт, і 16-річної Карен Мітчелл з Юрики, Каліфорнія. Слідчі також розглядають можливий зв'язок зі зникненням 18-річної Крістен Модафері, яку останній раз бачили в Сан-Франциско в 1997 році.
Шульце, першокурсниця коледжу Міддлбері, відвідувала магазин здорової їжі Дерста 10 грудня 1971 року, в той день, коли вона зникла, і востаннє була помічена вдень біля автобусної зупинки навпроти магазину. Де Герін охарактеризував звинувачення у справі Шульце «опортуністичними» і сказав, що не дозволить поліції Вермонта допитувати його клієнта. Автор і журналіст-розслідувач Метт Біркбек повідомив в 2003 році і пізніше в своїй книзі 2015 року «Смертельна таємниця», що є записи використання кредитної картки Дерста в Юрику 25 листопада 1997 року, в той день, коли зникла Мітчелл. Вона, можливо, була волонтером в притулку для бездомних, який відвідував Дерст. Також він, одягнений в жіночий одяг, побував у взуттєвому магазині, що належить тітці Мітчелл. Карен в останній раз бачили, коли вона йшла після роботи з магазину її тітки і, можливо, розмовляла з кимось у зупиненому автомобілі. Ескіз передбачуваного викрадача Мітчелл нагадує Дерста.
Хоча ФБР в кінцевому рахунку не змогло зв'язати Дерста з серійними вбивствами в Лонг-Айленді (в яких деякі жертви були розчленовані аналогічно Моррісу Блеку), Бюро створило неофіційну робочу групу в 2012 році для роботи з слідчими органами в юрисдикціях, в яких жив Дерст в останні десятиліття, включаючи Вермонт, Нью-Йорк і Каліфорнію. Після його недавнього арешту ФБР рекомендувало місцевим населеним пунктам переглянути заморожені справи. Техаський приватний слідчий  en: Bobbi Bacha / Боббі Бача також з'ясувала, що Дерст, працював і жив за підробленими документами в Техасі, Флориді, Массачусетс, Нью-Джерсі, Південній Кароліні, Міссісіпі і Віргінії.

## Документальний фільм
На початку 2015 року HBO випустив шестисерійний документальний фільм «Таємниці мільярдера», в якому описані непрямі докази, що зв'язують Дерста з вбивством Берман, яка, як передбачається, знала про зникнення МакКормак. У фільмі розповідається про зникнення МакКормак, подальшу смерть Берман і вбивство Блека. За порадою своїх адвокатів і дружини, Дебри Лі Чаратан, Роберт дав численні інтерв'ю і необмежений доступ до своїх особистих записів творцям фільму. ФБР заарештувало Дерста в Новому Орлеані в той же день, коли був випущений останній епізод. Документальний фільм закінчився тим, що Роберт пішов після закінчення інтерв'ю в вбиральню, не знаючи що його мікрофон-петличка включений, де почав розмовляти сам з собою: «Ось воно. Тебе зловили! Що, чорт візьми, я зробив? Всіх їх убив, звичайно».
«<Associated Press» повідомила, що лист Дерста Берман в березні 1999 року, виявлений її пасинком і переданий творцям фільму, надав «нові ключові докази», які призвели до подачі звинувачення у вбивстві.

## Особисте життя
12 квітня 1973 року, у свій 30-й день народження, Роберт одружився з Кетлін МакКормак. Розлучився з нею в 1990 році, через 8 років після її зникнення. 11 грудня 2000 року, незадовго до вбивства Берман, Дерст одружився з Деброю Лі Чаратан. За даними «The New York Times», в 1990 році пара недовго проживала в квартирі на П'ятій авеню, але «ніколи не жили разом як чоловік і дружина». Роберт одного разу сказав сестрі, що це «шлюб за розрахунком», «Я хотів, щоб Деббі могла отримати мою спадщину, і я мав намір вбити себе», — сказав Дерст у заяві 2005 року. В даний час Чаратан живе з одним з юристів Дерста, Стівеном І. Холмом.
Роберт подорожував і жив під десятками псевдонімів протягом багатьох років, використовуючи різні документи для покупки автомобілів, оренди квартир і відкриття рахунків кредитних карт. «У нього були сканер, копіювальна машина і ламінатор», — розповів «Newsweek» колишній співробітник офісу Дерста. «Я не зрозумів, що я мимоволі побачив, ці речі дозволили Роберту Дерсту зробити підроблену водійську ліцензію». Дерст також був «частим користувачем приватних поштових скриньок» і, мабуть, вів бізнес під кількома іменами з собачою тематикою: «Woofing LLC», WoofWoof LLC і «Igor-Fayette Inc».
На початку 1980-х років Роберт володів сім'ю аляскинськими маламутами на ім'я Ігор, які, зі слів Дугласа Дерста, померли при загадкових обставинах. У грудні 2014 року, до виходу в ефір фільму «Таємниці мільярдера», Дуглас сказав «The New York Times», що «у ретроспективі я тепер вірю, що він вбив свою дружину і позбувся її тіла за допомогою цих собак». Дерст колись сказав, що хоче «Ігоря» Дугласа. Роберт, однак, заперечував, що йому належать сім собак на ім'я Ігор, сказавши, що він володів трьома.
Наприкінці 1981 року, коли Дерст все ще був одружений на МакКормак, він наближався до кінця трирічного роману з Пруденс Ферроу, яка також була одружена в той час. За кілька місяців до зникнення Кеті, в січні 1982 року, Ферроу подзвонила їй і попросила, щоб вона відмовилася від Роберта. Після виправдання Дерста у вбивстві Блека в 2003 році, Пруденс зв'язалася з правоохоронними органами з побоюваннями за свою безпеку, вона сказала, що Роберт розсердився на неї, коли вона хотіла припинити їх відносини за три дні до того, як МакКормак зникла.
З 2015 року у Дерста був ряд серйозних медичних проблем, в тому числі операції з приводу раку стравоходу, установка шунта в мозок від гідроцефалії і спондилодез шийного відділу хребта. Коли він був заарештований в Новому Орлеані у 2015 році, у нього були виявлені різні ліки, в тому числі снодійне мелатонін, міорелаксант і ліки від високого кров'яного тиску, кровотоку і кислотного рефлюксу.

### Фінансовий статус і резиденції
У середині 2002 року Дерст підписав довіреність на свою дружину Дебру Лі Чаратан, інвестора з нерухомості, і вважається, що їхні фінанси залишаються тісно взаємопов'язаними. У 2006 році Роберт дав Чаратан близько 20 мільйонів доларів зі свого 65 мільйонного Трастового фонду.
У 2011 році Дерст купив таунхаус вартістю 1,75 мільйона доларів на Ленокс-авеню в Гарлемі, Нью-Йорк. Джерело, близьке до його сім'ї, підтвердило, що він жив там принаймні деякий час, і вони тримали його під наглядом. Роберт також володіє трьома кондомініумами в багатоповерховому комплексі в Х'юстоні, і після подання позову він отримав в 2006 році 200 000 доларів від розробника в Х'юстоні, який відмовився дозволити йому переїхати в підрозділ, нещодавно куплений його дружиною, а потім відразу ж перепроданий Дерсту за 10 доларів. Під час вбивства Сьюзан Берман в Лос-Анджелесі Роберт тільки що продав будинок в Тринідаді, Каліфорнія, але зберіг офіс в Юрику, орендуючи в сусідній Великій лагуні.
ЗМІ по-різному повідомляли про фінансовий статус Роберта: «барон нерухомості», «багатий нащадок», «мільйонер», «мультимільйонер» і «мільярдер». Нерухомість сім'ї Дерст коштує більше 4 мільярдів доларів, але його брат Дуглас контролював компанію, починаючи з 1994 року, незадовго до смерті батька. З 1994 по 2006 рік Роберт проводив юридичну кампанію, щоб отримати більший контроль над сімейними трастом і статком. За цей час він отримав 2 мільйони доларів на рік з сімейного трасту. У 2006 році справа була врегульована, а Роберт відмовився від інтересу до власності і трестів сім'ї Дерст в обмін на одноразовий платіж у розмірі близько 65 мільйонів доларів. Невідомо, скільки з цього пішло на судові витрати і податки. Дерст все ще активно займається нерухомістю, він, за повідомленнями, продав два об'єкти в 2014 році за 21,15 мільйона доларів після їх покупки в 2011 році за 8,65 мільйона. Під час його арешту в 2015 році в Новому Орлеані, ФБР оцінило чисті доходи Дерста в розмірі близько 100 мільйонів доларів, а «The New York Times» — в 110 мільйонів.
1 травня 2015 року газета «New York Post» повідомила, що брат Дерста Дуглас врегулював судовий процес проти кінорежисера документального фільму «Таємниці мільярдера» Ендрю Джарекі, підтвердивши, що Роберт був джерелом відеозаписів сім'ї Дерст, які з'явилися в документальному фільмі. Хоча було незрозуміло, чи підтвердив Джарекі Роберта своїм джерелом. У березні 2015 року «The New York Times» повідомила, що Джарекі отримав «необмежений доступ» до особистих записів Дерста.
У листопаді 2015 року, майже через 34 роки після зникнення Кетлін МакКормак-Дерст, кілька її найближчих родичів (три сестри, а також її 101-річна мати) подали позов проти Роберта Дерста на 100 мільйонів доларів. У разі успіху позов може позбавити Дерста більшого або всього його спадкового статку. Інший її брат, Джеймс МакКормак, спробував у жовтні 2015 року подати позов проти Дерста від імені своєї матері, але йому відмовила одна з його сестер, яка представляє права їх матері. Адвокат Дерста, Дік де Герін, прокоментував що «немає ніяких доказів того, що Роберт Дерст мав якесь відношення до зникнення Кетлін. Будь-хто може подати позов, але в кінцевому підсумку їм доведеться пред'явити докази». У понеділок 7 грудня 2015 року, ті ж члени сім'ї подали позов, в якому зажадали заморозити активи Дерста. У липні 2016 року сім'я Маккормак попросила суд в Манхеттені «заявити, що Кеті померла 31 січня 1982 року, коли вона була вбита її чоловіком Робертом Дерстом». Суд задовольнив клопотання у 2017 році.

### Інші юридичні питання
У 2012 і 2013 роках члени сім'ї Дерст подавали позови і отримували ордери проти нього, стверджуючи, що вони його боялися. Роберт був звинувачений у порушенні правил в Нью-Йорку за те, що ходив перед таунхаусами, що належать його брату Дугласу та іншим членам сім'ї. Він постав перед судом і був виправданий у грудні 2014 року. Суддя також відхилив тринадцять ордерів, які його члени сім'ї отримали на нього.
У липні 2014 року Дерст був заарештований після того, як він увійшов до поліцейської дільниці після інциденту в аптеці в Х'юстоні, в якій він нібито зняв штани і помочився на стійку з цукерками. Потім він вийшов з магазину і пішов по вулиці. Роберту було пред'явлено звинувачення в скоєнні злочинного хуліганства. У грудні 2014 року він визнав провину і був оштрафований на 500 доларів. Його адвокат описав цей інцидент як «невдалу медичну помилку», оскільки Дерст тільки що був виписаний з лікарні, де він пройшов дві медичні процедури. Інцидент був записаний на відео.

## У популярній культурі
- Події, пов'язані з Дерстом, надихнули на створення фільму «Все найкраще», що вийшов у 2010 році. Назва картини є відсиланням на магазин здорової їжі з тим же ім'ям, створений Дерстом і його дружиною в 70-х роках. Девіда Маркса, персонажа, заснованого на Дерсті, зіграв Райан Гослінг.[162][163]. Незабаром після виходу, Роберт Дерст побачив фільм і зв'язався з режисером Ендрю Джарекі, висловивши захоплення картиною. Їх розмова переросла в дискусію, яка була включена в документальний серіал HBO «Таємниці мільярдера» 2015 року.
- Три епізоди в телевізійній франшизі «Закон і порядок» різною мірою були пов'язані з Дерстом.[164]
- Фред Армисен у 2003 році зіграв Роберта Дерста в скетчі шоу «Суботнього вечора в прямому ефірі» і пізніше в 2016 році в серіалі «<Незламна Кіммі Шмідт».[165] Кейт Маккінон зіграла Роберта Дерста в скетчі «Суботнім вечором в прямому ефірі» в 2015 році.[166]
- Серіал" «Mugshots» каналу «American Court TV» (тепер «TruTV») випустив епізод, присвячений Дерсту, під назвою «Роберт Дерст — таємниця вбивства магната».[167]
- A&E і «Lifetime» оголосили в серпні 2016 року, що вони розробляють фільм, заснований на книзі «Смертельний секрет». Картину планується випустити в ефір восени 2017 року.[168]
- Канал «Investigation Discovery» випустив міні-серіал під назвою «Роберт Дерст: таємниця вбивства», що містить нові інтерв'ю з друзями та сім'ями можливих жертв Дерста, а також з його адвокатом Діком ДеГірином. Експерти з правових питань і кримінальні репортери розповідають про докази, що призвели до арешту Дерста і судового процесу у справі про вбивство, призначеному на 2019 рік (тепер 2021 рік). Спочатку серіал вийшов в ефір 21 і 22 січня 2019 року.[169][170]
- Серіал «Виступ присяжних» присвятив епізод суду над Дерстом у Галвестоні, штат Техас.